# Michel Lamoller
Michel Lamoller (* 1984 im Schwarzwald) ist ein bildender Künstler, dessen Arbeiten sich an der Grenze von Fotografie, Bildhauerei und Installation bewegen. Er hat eine neuartige Technik geschaffen, bei der er mithilfe von geschichteten Fotos und einem Skalpellmesser Tiefreliefs erschafft und dreidimensionale Räume in den Bildraum der Fotografie hineinkonstruiert.

## Werdegang
Schon als Jugendlicher beschäftigte sich Michel Lamoller mit Zeichnung und Fotografie, die er in der Dunkelkammer seines Vaters erlernte. Nach einem Praktikum bei Magnum Photos (2005) studierte er von 2005 bis 2012 u. a. an der Hochschule für bildende Künste Hamburg Fotografie, Film und Bildhauerei bei Silke Grossmann, Wim Wenders und Matt Mullican.
Seit seinem Master-Abschluss 2012 hat er international an über 40 Ausstellungen teilgenommen.
Einer breiteren Öffentlichkeit wurde er durch die Veröffentlichung seiner Serie „Tautochronos“ (gr.: tauto= gleich, chronos= Zeit) bekannt. Diese wurde in einer Vielzahl internationaler Magazine, Zeitschriften und anderen Medien besprochen, wie beispielsweise in Wired.

## Ausstellungen (Auswahl)
- 2017; MillerntorGallery #7: Christie’s Auktion für Vivia Con Agua
- 2017: Art Athina (mit Nitra Gallery Athens)
- 2016: Die Illustrative 16 – Biennale für Illustration und Grafische Kunst, Berlin
- 2015: ArtInternational Istanbul (mit Nitra Gallery Athens)
- 2015: Multi-Dimensional images and pictographical objects. Kunstquartier Bethanien, Berlin
- 2014: The less you know the more you see. Westwerk, Hamburg

2013: Velada de Santa Lucia, Maracaibo, Venezuela